# Dicranoweisia mackayi
Dicranoweisia mackayi är en bladmossart som beskrevs av Brotherus 1924. Dicranoweisia mackayi ingår i släktet snurrmossor, och familjen Dicranaceae. Inga underarter finns listade i Catalogue of Life.